# Saint-Christaud (Gers)
Saint-Christaud település Franciaországban, Gers megyében. Lakosainak száma 63 fő (2022. január 1.). Saint-Christaud Bassoues, Bars, Laveraët, Monlezun, Pallanne és Pouylebon községekkel határos.

## Népesség
A település népessége az elmúlt években az alábbi módon változott:
| Lakosok száma | 136  | 100  | 112  | 78   | 67   | 64   | 65   | 64   | 62   | 63   |
|               | 1968 | 1982 | 1990 | 2006 | 2013 | 2015 | 2017 | 2019 | 2020 | 2022 |